# Geronimo Bassani
Geronimo Bassani (Venècia,? - Pàdua, 1721) fou un compositor i músic italià del Barroc.
Fou un notable contrapuntista i famós professor de cant. Nascut a Pàdua a finals del segle xvii i fou deixeble del cèlebre escriptor musical, autor dels cèlebres Madrigals, Antonio Lotti.
Va compondre diverses misses i vespres, gran nombre de motets i dues òperes, Il Bartoldo i L'Amor per forza, representades a Venècia el 1718 i 1721.